# Cú Chuarán mac Dúngail Eilni
Cú Chuarán mac Dúngaile Eilni (mort en  708) est un roi Ulaid et le 17e roi du Dál nAraidi. Il est le fils de Dúngal Eilni mac Scandail (mort en 681) et le frère de  Ailill mac Dúngaile Eilni (mort en 690), rois précédents du  Dál nAraidi,

## Biogéographie
Aux VIe et VIIe siècles, le Dál nAraidi fait partie de la confédération de tribus Cruithnes d'Ulaid dont il est le membre dominant. Cú Chuarán descend d'un lignée de cette famille implantée à Eilne, qui lui donne son surnom. C'est plaine entre la rivière Bann et la rivière Bush dans le centre du moderne comté Antrim, en Irlande du Nord conquise par le Dál nAraidi vers le milieu du VIIe siècle. 
Il semble être devenu roi du Dál nAraidi après la mort d'Áed Aired en 698 et règne de 698 à 708. Il devient également roi d'Ulaid à la suite de l'abdication de Bécc Bairrche mac Blathmaic du  Dál Fiatach en 707. Son règne est bref de 707 à 708. Les 
Annales d'Ulster le désignent sous le nom de « roi des Cruthin ». Les listes royales et les autres chroniques d'Irlande lui donne toutefois le titre de « roi d'Ulaid ». 
Cú Chuarán mène une attaque contre les domaines irlandais du Dál Riata dans le nord ouest du comté d'Antrim. car le territoire irlandais du  Dál Riata était sous la menace permanente des attaques du Dál nAraidi depuis la bataille de Magh Rath mais il est tué par Scanlán Finn húa Rebáin un membre du Dál nAraidi et le royaume d'Ulaid revient à la dynastie rivale du Dál Fiatach.

## Sources
- Annales d'Ulster sur  at University College Cork
- (en) Byrne, Francis John (2001), Irish Kings and High-Kings, Dublin: Four Courts Press,  (ISBN 978-1-85182-196-9)
- (en) Charles-Edwards, T. M. (2000), Early Christian Ireland, Cambridge: Cambridge University Press,  (ISBN 0-521-36395-0)
- (en) Gearóid Mac Niocaill, Ireland before Vikings, Dublin, Gill & Macmillan, 1972, p. 156 Fig. n°34.  Rulers of Ulidia: The Dál nAraide
- (en) Dáibhí Ó Cróinín (2005), A New History of Ireland, Volume One, Oxford: Oxford University Press